# Dike Aedifica
Dike Aedifica S.p.A. era una azienda pubblica italiana nata per reperire fondi per il finanziamento e la ristrutturazione delle infrastrutture carcerarie, attraverso la vendita di edifici penitenziari storici, mediante gare d'appalto, leasing o project financing. Era controllata dalla Patrimonio dello Stato S.p.A. che poi è confluita nel gruppo Fintecna.

## Storia
Nata il 3 luglio 2003, con capitale sociale di 1.000.000 euro, controllata al 95% da Patrimonio dello Stato S.p.A., in seguito alla convenzione con il Ministero di Grazia e Giustizia, le vengono conferiti 11 complessi carcerari, con la finalità di valorizzare il patrimonio immobiliare dei penitenziari italiani, per reperire i fondi necessari ai programmi di edilizia penitenziaria e giudiziaria. Successivamente, Patrimonio dello Stato avrebbe dovuto conferirle altre 69 carceri dismesse e non utilizzate. A causa però dell'inattività della Dike Aedifica e ai suoi bilanci in rosso ottenuti in tutti i suoi anni di vita, il 14 giugno 2007 è stata posta in liquidazione.

## Progetto
Il progetto iniziale, per la costruzione dei primi 11 istituti, era di 461 milioni di euro e ne prevedeva l'edificazione a Camerino, Sala Consilina, Pinerolo, Paliano, Modica, Avezzano, Sciacca, Lanusei, Nola, Mistretta e Catania, per un totale di 2.955 posti. Altri 90 milioni di euro sarebbero serviti a realizzare nuovi tribunali e carceri minorili, tutti al di fuori dei centri urbani, in prossimità delle strutture dismesse.

## Istituti gestiti
- Ex Carcere giudiziario di Casale Monferrato
- Ex Carcere giudiziario di Novi Ligure
- Carcere giudiziario di Mondovì
- Carcere di Clusone
- Casa circondariale di Ferrara
- Casa circondariale di Frosinone
- Istituto di rieducazione minorenni di Avigliano
- Carcere giudiziario di Velletri
- Carcere giudiziario Pinerolo
- Carcere Mandamentale di Susa
- Caserma di Verona

Queste strutture avevano un valore di 150 milioni di euro.